# Tara Davis-Woodhall
Tara Davis-Woodhall (født 1999) er en amerikansk atlet, der konkurrerer i længdespring, hækkespring og trespring. 
Hun repræsenterede sit land ved sommer-OL 2020 i Tokyo og blev nummer 6 i længdespring.
Ved sommer-OL 2024 vandt hun guld i længdespring med et resultat på 7,10 meter. 